# Conservatorium van Brno

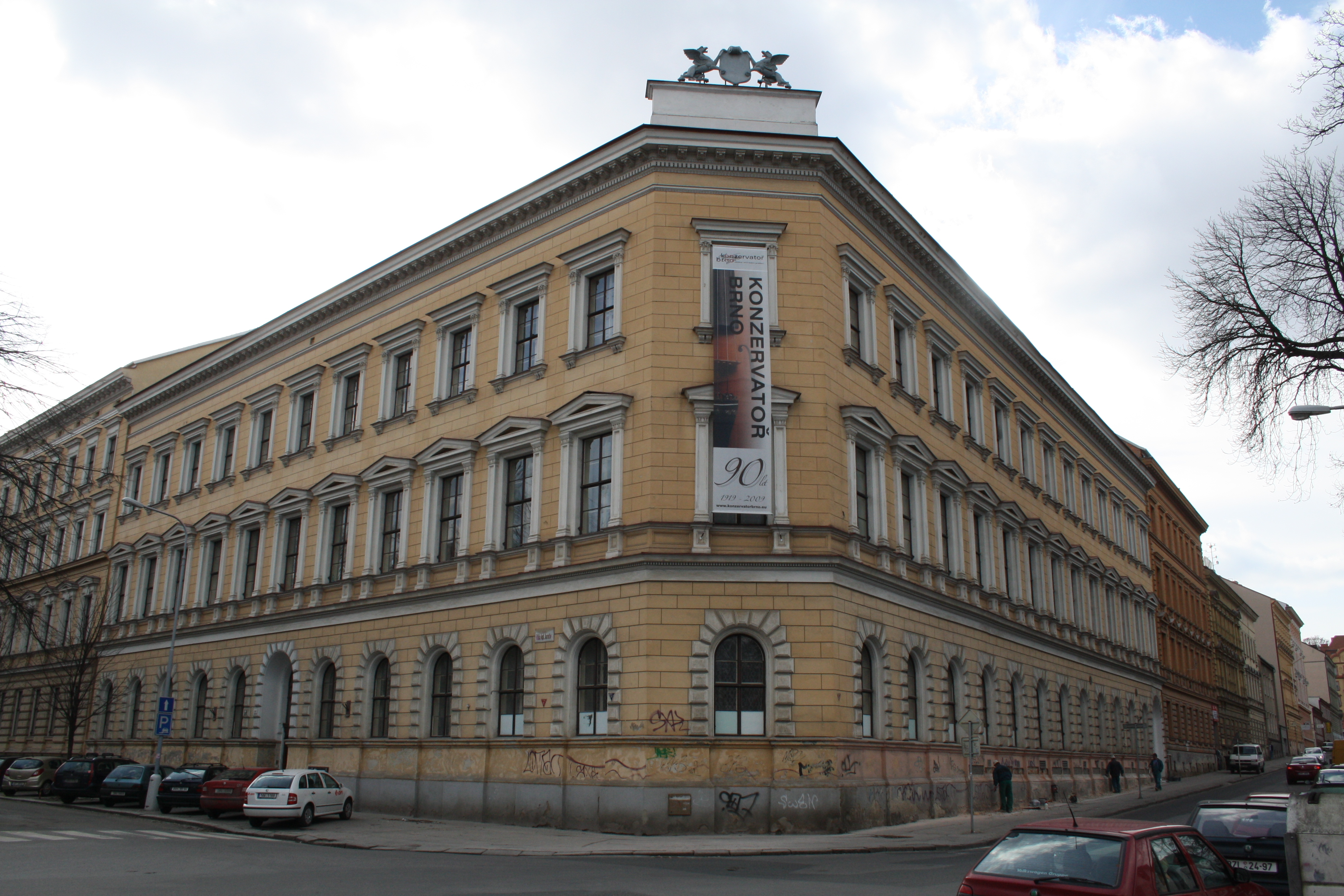
Het gebouw van het conservatorium

Het Conservatorium van Brno (Konzervatoř Brno) werd opgericht op 25 september 1919.
Bij de oprichting van het conservatorium in Brno was Leoš Janáček een belangrijke inspirator. De muziekfaculteit is een hogeschool voor voortgezet onderwijs in alle strijkinstrumenten, harp, piano, orgel, vele blaasinstrumenten, slagwerk, accordeon, gitaar, cimbaal, pianobegeleiding, solozang, orkestdirectie en compositie. Ook de faculteit voor theater biedt een studie aan tot actrice of acteur, opera, operette, musical en dans.
Tegenwoordig zijn aan dit conservatorium ruim 350 studenten.
Het conservatorium is gevestigd aan de třída Kapitána Jaroše nr. 45.